# Mammillaria solisioides
La biznaga pseudocochilinque (Mammillaria solisioides) es una especie de planta perteneciente a la familia Cactaceae. Es endémico de Oaxaca y Puebla en México. Su hábitat natural son los áridos desiertos. Mammillaria solisioides fue descrita por Curt Backeberg y publicado en Cactus (Paris) 31 (Suppl.): 3. 1952. Mammillaria: nombre genérico que fue descrita por vez primera por Carolus Linnaeus como Cactus mammillaris en 1753, nombre derivado del latín mammilla = tubérculo, en alusión a los tubérculos que son una de las características del género. solisioides: epíteto compuesto que significa "similar a Solisia".

## Clasificación y descripción
Es una biznaga de la tribu Cacteae, familia Cactaceae. Es un cactus que tiene crecimiento simple. Es de forma globosa-aplanada, de 1 a 5 cm de altura y 4 a 5 cm de diámetro. Las protuberancias del tallo (tubérculos) son cónicos, de color verde oscuro y presentan jugo acuoso, el espacio entre ellos (axilas) son desnudas. Los sitios en los que se desarrollan las espinas se denominan aréolas, en esta especie tienen forma ovada, con más o menos 10 a 13 espinas, generalmente no presenta ninguna en el centro de la aréola (centrales) ocasionalmente presenta una o dos, mientras que las espinas de la orilla (radiales) son amarillentas. Las flores son medianas y tienen forma de campana, miden 32 a 40 mm de longitud y son de color de rosa. Los frutos tienen forma globosa, son verdosos, y las semillas de color negro. Es polinizada por insectos y se dispersa por semillas.
Mammillaria solisioides crece principalmente de forma individual, y también en ocasiones en pequeños grupos.

## Distribución
Es endémica de los estados de Oaxaca y Puebla.

## Ambiente
Se desarrolla entre los 1700 a 2400 m s. n. m., en matorrales xerófilos.

## Estado de conservación
Debido a sus características, esta especie ha sido extraída de su hábitat para ser comercializada de manera ilegal, aunque no se tiene cuantificación del daño que esto ha producido a las poblaciones. Es endémica a México y se considera en la categoría de Amenazada (A) de la Norma Oficial Mexicana 059. En la lista roja de la IUCN se considera casi amenazada (NT).